# Каталии
„Каталии“ е български телевизионен филм (социално-битова драма) от 2001 година на режисьора Веселин Тамахкяров, по сценарий на Веселин Тамахкяров и Александър Чакъров. Оператор е Красимир Андонов.
Сценарият е по разказа „Войната на мира“ на Александър Чакъров..

## Сюжет
Малко планинско село. Цари хармония. Спокойствието внезапно се нарушава от идването на няколко млади мъже, бивши криминални затворници. Те започват да тормозят и унижават местните хора.

## Актьорски състав
| Роля           | Изпълнител             |
| -------------- | ---------------------- |
| „Каталията“    | Петър Гюров            |
| „Киреча“       | Кирил Господинов       |
| „Полера“       | Йордан Спиров          |
| „Камбоджанеца“ | Асен Блатечки          |
| Яна            | Адриана Андреева       |
| „Бастуна“      | Иван Григоров          |
| „Пандиза“      | Филип Аврамов          |
| „Малака“       | Константин Трендафилов |
| Петра          | Невена Мандаджиева     |
| детето         | Мартин Шиников         |
| „Хлапака“      | Здравко Методиев       |
| Стояна         | Белла Цонева           |
| Зара           | Надя Тодорова          |
| Борко          | Борислав Стоилов       |
| Иван           | Неделчо Стойчев        |
| стареца        | Николай Антонов        |
| Пепа           | Росица Бурса           |
|                | Христо Бонин           |
| Сийка          | Жоица Флорова          |
| „Серсема“      | Стефан Стефанов        |
| ветеринарката  | Вяра Коларова          |
| селянин        | Методи Атанасов        |
| войник         | Светломир Радев        |
| циганина       | Явор Караиванов        |
|                | Александър Тодоров     |
|                | Маргарита Андонова     |
|                | Александър Подиков     |
|                | Емил Стоилов           |
|                | Жан Трендафилов        |
|                | Стефан Дончев          |
|                | Гергана Стоянова       |